# Chou Tien-chen
Chou Tien-chen (chinesisch 周天成; * 8. Januar 1990 in Taipeh) ist ein taiwanischer Badmintonspieler. 

## Karriere
Chou Tien-chen wurde 2010 Fünfter im Herreneinzel bei den Asienspielen. Im gleichen Jahr wurde er auch Fünfter beim China Masters. Bei der Hong Kong Super Series 2010 schied er jedoch schon in Runde eins aus. 2011 belegte er Platz zwei bei den Dutch Open.

## Sportliche Erfolge
| Saison | Veranstaltung           | Disziplin    | Platz | Name           |
| ------ | ----------------------- | ------------ | ----- | -------------- |
| 2010   | Asienspiele             | Herreneinzel | 5     | Chou Tien-chen |
| 2010   | China Masters           | Herreneinzel | 5     | Chou Tien-chen |
| 2011   | Dutch Open              | Herreneinzel | 2     | Chou Tien-chen |
| 2012   | Bitburger Open          | Herreneinzel | 1     | Chou Tien-chen |
| 2012   | Iceland International   | Herreneinzel | 1     | Chou Tien-chen |
| 2012   | Norwegian International | Herreneinzel | 1     | Chou Tien-chen |
| 2012   | Welsh International     | Herreneinzel | 1     | Chou Tien-chen |